# Herbert Geisler

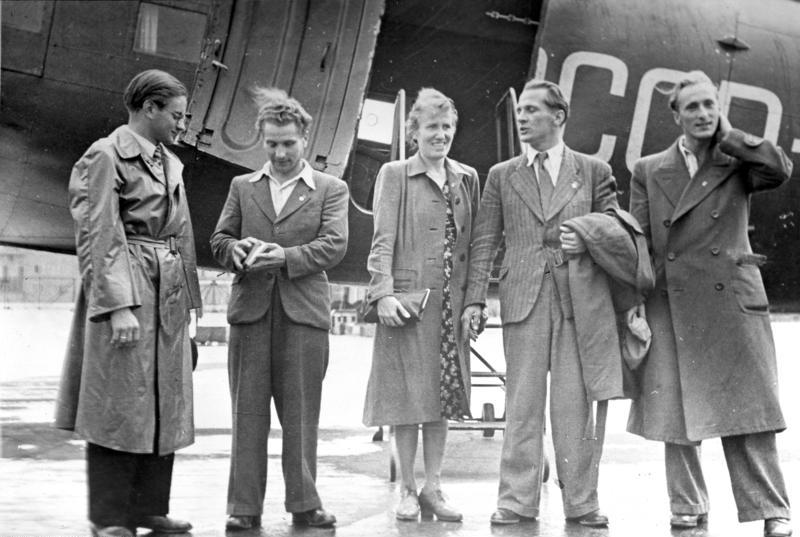
Rückkehr einer FDJ-Delegation aus der Sowjetunion auf dem Flugplatz Schönefeld (August 1947), v. l. n. r.: Herbert Geisler, Robert Menzel, Edith Baumann, Erich Honecker und Heinz Keßler

Herbert Geisler (* 25. Juni 1921 in Bedra; † 21. Dezember 1986 in Hermeskeil) war ein deutscher Politiker (LDP, FDP).
Herbert Geisler besuchte als Sohn eines Oberstabsintendanten ein Gymnasium und legte 1939 in Berlin das Abitur ab. Nach dem Arbeitsdienst nahm er ein Studium der Germanistik, Geschichte und Sport an der Friedrich-Wilhelms-Universität Berlin auf und war als Hilfslehrer am Leibnizgymnasium tätig. Anschließend wurde er Soldat der Wehrmacht und geriet in Kriegsgefangenschaft. Nach dem Zweiten Weltkrieg trat er im Januar 1946 der LDP bei. Er war seit August 1946 im Jugendsekretariat tätig, wurde im März 1947 Landesjugendreferent und Vorstandsmitglied im Landesverband Berlin der LDP. Im gleichen Monat war er Mitgründer der Freien Deutschen Jugend (FDJ). Er wurde Mitglied des Zentralrats der FDJ und gleichzeitig Sekretär im FDJ-Zentralrat. Von diesen Posten trat er im Januar 1948 zurück.
Geisler studierte Philosophie und wurde Redaktionsvolontär. 1948 gründete er gemeinsam mit Rainer Hildebrandt, Ernst Benda und anderen die  Widerstandsgruppe gegen die SED-Diktatur Kampfgruppe gegen Unmenschlichkeit. Bei der Wahl zur Stadtverordnetenversammlung von Groß-Berlin 1948 wurde er für die LDP in die Stadtverordnetenversammlung gewählt. Im Oktober 1950 trat er aus der FDP aus, im selben Jahr schied er wegen der Neuwahl im Dezember aus der Stadtverordnetenversammlung aus.
1972 absolvierte Geisler die Lehrerprüfung.